# Goephanes pauliani
Goephanes pauliani är en skalbaggsart som beskrevs av Stefan von Breuning 1957. Goephanes pauliani ingår i släktet Goephanes och familjen långhorningar.
Artens utbredningsområde är Madagaskar. Inga underarter finns listade i Catalogue of Life.